# Bennington (Kansas)
Pour les articles homonymes, voir Bennington.
Bennington est une ville du comté d’Ottawa, au Kansas, États-Unis.